# Илюхино (Ярославская область)
Илю́хино — деревня Арефинского сельского поселения Рыбинского района Ярославской области.
Деревня — крайний северо-восточный населённый пункт сельского поселения. Она находится практически на его границе с Пошехонским районом. Деревня стоит на правом притоке Ухры, реке Вогуй, в её среднем течении. Ниже по течению расположена деревня Починок–Болотово, наиболее крупная деревня в восточной части поселения. На топокартах к северу, выше по течению реки Вогуй показана деревня Ломки, в настоящее время в документах не значащаяся . К северо-западу от деревни находится обширный и незаселённый лесной массив, бассейн верховьев реки Вогуй, реки Восломка и притоков реки Кештома, населённые пункты в этом направлении появляются только на берегах Кештомы на расстоянии не менее 15 км. В восточном направлении от Илюхина на территории Пошехонского района вдоль Ухры и её правых притоков Лапка и Мумра имеется целый ряд деревень .
На 1 января 2007 года в деревне Илюхино не числилось постоянных жителей . Деревню обслуживает почтовое отделение, расположенное в деревне Починок–Болотово .